# Pteraster personatus
Pteraster personatus is een zeester uit de familie Pterasteridae.
De wetenschappelijke naam van de soort werd in 1891 gepubliceerd door Percy Sladen.